# KeyBank Center
A KeyBank Center é um ginásio localizado em Buffalo, estado de Nova Iorque, e de propriedade do Buffalo Sabres, time de hóquei no gelo da NHL. Tem capacidade para 19.070 torcedores. Originalmente conhecido como Marine Midland Arena, o local já foi chamado de HSBC Arena e First Niagara Center. É a maior arena coberta do oeste de Nova York. Além de ser a casa do Buffalo Sabres desde 1996, a KeyBank Center também é a casa do Buffalo Bandits da National Lacrosse League.
Em 2016, a KeyBank comprou os direitos do nome do ginásio como parte de sua compra da First Niagara.

## Galeria
- Interior na configuração para box lacrosse
- Interior na configuração para hóquei no gelo

## Lista de referencias
1. ↑  Ribeiro, Lilian. A citação como indicador de qualidade http://dx.doi.org/10.3916/escola-de-autores-125. Consultado em 8 de junho de 2023 Em falta ou vazio |título= (ajuda)
2. ↑  Ribeiro, Lilian. A citação como indicador de qualidade http://dx.doi.org/10.3916/escola-de-autores-125. Consultado em 8 de junho de 2023 Em falta ou vazio |título= (ajuda)

## igações externas
- Site oficial